# 1952년 세베로쿠릴스크 지진
1952년 세베로쿠릴스크 지진(러시아어: Цунами в Северо-Курильске 추나미 프 세베로쿠릴스케[*])은 1952년 11월 5일 4시 58분(현지 시각 기준) 소련 러시아 SFSR 사할린주 쿠릴 열도 세베로쿠릴스크에서 일어난 모멘트 규모 Mw9.0의 지진과 그로 인해 발생한 지진해일을 말한다. 이 지진으로 사할린주와 캄차카주의 수많은 마을이 파괴되었으며 이 중 세베로쿠릴스크가 가장 큰 피해를 입었다. 1900년 이후 발생한 지진 중 5번째로 큰 규모의 지진이며 현재까지 러시아 역사상 가장 큰 규모의 지진이다.

## 진앙 주변 지질
이 지진은 태평양판과 오호츠크판이 서로 만나 태평양판이 섭입하는 쿠릴-캄차카 해구의 캄차카반도 동쪽 해역에서 일어났다. 더 오래되고 밀도가 높은 태평양판이 캄차카반도에서 오호츠크판 아래로 섭입해 섭입대를 형성한다. 두 판이 섭입하면서 해구라고 부르는 수렴 경계가 만들어졌다. 섭입대에서는 지진이 빈발하며 여러 캄차카 지진을 일으켰는데 이 중에서는 큰 규모의 경우 지진해일도 일으킨 적이 있었다. 쿠릴-캄차카 해구에서 발생하는 대지진은 주로 해구형 지진(메가스러스트 지진)에 해당한다. 캄차카의 섭입대에서는 계기 관측 이전 1737년과 1841년 최소 2차례 Mw9.0 규모의 초거대지진이 일어난 적이 있었다. 1737년 캄차카 지진은 규모 Mw9.0-9.3으로 추정되며 최대 높이 60 m의 쓰나미가 발생했다. 1841년 5월 17일에는 규모 Mw9.0 정도의 지진이 다시 강타했다. 이 지진으로 수정 메르칼리 진도 계급 기준 VIII-IX에 달하는 진동이 감지되었고 최대 15 m 높이의 쓰나미도 관측되었다.

## 지진
이 지진으로 오네코탄섬에서 시푼스키곶까지 이어지는 약 700 km 길이의 섭입대가 파열되었다. 단층파괴 폭은 약 150-200 km로 추정된다. 단층이 미끄러진 방향은 쿠릴-캄차카 해구에 사실상 수직인 방향으로 이동했다. 진원 깊이는 20-30 km 사이로 추정된다. 지진의 규모는 릭터 규모 ML8.3으로, 모멘트 규모 Mw9.0으로 측정되었다.
본진 2년 전에는 진앙 근처와 단층 파열 영역 남쪽 끄트머리에서 일련의 전진이 일어났다. 또한 본진 이후 1달간 단층 파열 영역 북쪽 끄트머리에서는 여진이 꾸준하게 일어났다. 특히 11월 4일부터 10일까지 6일간 페트로파블롭스크캄차츠키의 지진 관측소에서 총 507차례의 여진을 관측했다. 소련의 지진학자 안드레이 니코고프는 진앙에서 가장 가까운 영역에 비해 단층의 북단과 남단에서 더 강한 흔들림을 느낀 영역이 더 길었는데, 이는 본진 후 수 분 이내에 해당 북단과 남단 지역에서 강한 여진이 발생했을 것이라고 주장했다.

## 쓰나미

1952년 본진으로 미드웨이 환초가 쓰나미의 피해를 입은 모습.

캄차카반도 연안 130 km 떨어진 해역에서 지진해일이 발생했고, 15-18 m에 달하는 3차례의 파도로 세베로쿠릴스크에 덮쳐왔다. 조사 데이터에 따르면 쓰나미 최대 높이는 9-10 m이고, 목격자들의 진술에 따르면 최대 12-15 m에 달했다. 다만 소련 과학 학회 지진학위원회의 전문가들은 목격자들의 진술이 실제보다 과장된 경우가 많았다고 지적했다. 진원과의 거리에 따라 지진 발생 후 15분에서 40분 안에 캄차카반도와 쿠릴 열도 동부 해안에 쓰나미가 덮쳤다. 대부분의 지역에서는 제2파가 가장 높은 높이를 기록했다. 니코고프는 진원역의 북단과 남단에서 가장 높은 해일을 기록했는데 이는 대규모 해저 산사태와 같이 지진과 함께 지각 변동이 일어나 쓰나미 높이를 더 키웠다고 말했다.
지진 직후 세베로쿠릴스크 주민 대부분이 대피해 본진 35-40분 후에 왔던 쓰나미 제1파의 피해는 비껴갈 수 있었다. 하지만 주민 대부분이 물이 빠지자 남은 재산을 건지기 위해 바로 마을로 돌아와 제1파가 닥친지 20분 후 들어온 제2파 쓰나미에 목숨을 잃었다. 제3파 쓰나미는 제2파보단 낮았지만 남은 잔해를 완전히 파괴했고 수많은 잔해가 해변으로 흩어졌다. 도시는 거의 대부분 파괴되었고 남은건 고지대에 건설되었건 건물 수 채 뿐이었다.
쓰나미는 캄차카반도와 쿠릴 열도 연안 700 km 지점에 큰 영향을 줬다. 세베로쿠릴스크에 이어 가장 높은 쓰나미를 관측한 지역은 쓰나미 이후 측지 조사 결과 파라무시르섬 키토보이만의 18.4 m이며 그를 이어 오네코탄섬 무셀만의 9.5-10 m이다. 또한 목격자들의 증언에 따르면 키토보이만 남쪽의 파라무시라 해변에 14 m의 쓰나미를, 캄차카의 피랏코바만에 10-15 m, 올가만에 10-13 m의 쓰나미를 관측했다.
쓰나미는 태평양 너머 타국에게도 영향을 주었다. 미드웨이 환초에서는 약 1 m의 쓰나미가 덮쳐 섬 전체가 물에 잠겼다. 그 외 미드웨이 환초 여러 섬에서 보트와 부두가 파괴되고 해변과 잔디밭이 침수되며 통신선이 끊기는 피해가 있었다. 그 외에 사모아(서사모아섬), 캐나다 서해안, 미국 알래스카주, 오리건주, 캘리포니아주, 페루, 칠레에서도 높은 쓰나미가 관측되었다. 칠레 탈카우아노에서는 최대 3.6 m 높이의 쓰나미가 관측되었다. 쓰나미로 발생한 해수면 변동은 약 5일 반 동안 지속되었다.

## 피해

### 소련
소련 정부 기록에 따르면 이 쓰나미로 국가보안부 사할린부 국장의 보고치에서 세베로쿠릴스크의 인구 6천명 중 1,200명이 사망했다고 기록되었다. 남은 생존자들은 러시아 본토로 전부 이주했다. 이후 세베로쿠릴스크 마을은 더 높은 고지대로 이전되었다. 그 외에도 쿠릴 열도 북부의 여러 마을도 황폐화되고 사상자가 발생했으며 일부 마을은 완전히 사라진 경우도 있었다. 사할린주의 국가보안부 소속 경찰서 보고에 따르면 캄차카와 쿠릴 열도 지역의 총 사망자가 2,336명이라고 보고했다.
A. A. 니코노프는 사망자에 군인과 북한 출신 용병이 포함되어 있지 않을 가능성이 높아 정확한 사망자수가 아닐 수 있다고 주장했다. 특히 니코노프는 소련 과학 학회 캄차카 화산연구소장인 보리스 이바노비치 피프의 기록을 인용해 세베로쿠릴스크의 사망자수를 최대 4천명으로 추정했고, 지진으로 인한 총 사상자는 약 15,000명으로 추정했다. 캄차카 지역 공산당의 제2비서 기록에 따르면 200명 가량이 사망했고 알려지지 않은 수가 실종자가 되었다. 현대 일부 추정치에 따르면 쓰나미의 총 사망자수는 최대 14,000명까지로 추정된다.
소련에서 쓰나미로 발생한 재산 피해는 1952년 기준 2억 8,500만 루블로 추산되었지만 니코노프에 따르면 이 금액에는 군부대의 재산 피해와 주민 구출 작전 비용, 주민 대피 및 수용 비용 등 간접적인 피해액은 없다고 말했다.

### 미국
본진으로 입은 가장 큰 경제적 피해는 하와이까지 영향을 미친 쓰나미의 영향으로 발생했다. 하와이에서 본진의 쓰나미가 덮쳐 소 6마리가 폐사했으며 1952년 기준 미화 80만 달러에서 100만 달러(2022년 기준 7800000-9750000 달러) 상당의 피해를 입었다. 쓰나미로 호놀룰루 항구에 있던 시멘트 바지선이 화물선과 충돌하는 사고도 일어났다. 힐로에서는 비싼 요트들이 모인 요트 하우스가 파괴되었다. 또한 힐로와 코코넛섬을 연결하는 다리가 강한 쓰나미로 일부 파손되었고 주택 기초도 일부 무너지는 피해가 있었다. 또한 해안방위대의 부표도 찢어졌다.

## 지진학적 성과
이 지진이 발생했을 당시 휴고 베니오프는 약 57분의 주기를 가지는 지구의 자유진동을 자신이 발명한 지진계로 발견하였으나 관측한 진동이 지구자유진동이 맞는지 논란이 이어졌다. 하지만 이후 1960년 칠레에서 발생한 지진으로 분명한 자유진동으로 보이는 지진파 자료가 관측되어 이후 지구자유진동이 실존함이 확인되었다.

## 같이 보기
- 러시아의 지진 목록
- 초거대지진
- 거대해일

## 참고 문헌
- MacInnes, B. T.; Weiss, R.; Bourgeois, J.; Pinegina, T. K. (2010), “Slip Distribution of the 1952 Kamchatka Great Earthquake Based on Near-Field Tsunami Deposits and Historical Records” (PDF), 《Bulletin of the Seismological Society of America》 100 (4): 1695–1709, Bibcode:2010BuSSA.100.1695M, doi:10.1785/0120090376
- Аверин Евгений (2018년 6월 19일). “Цунами на сломе эпохи”. 《Сахалин и Курилы》. Издательский дом «Губернские ведомости». 2020년 3월 13일에 확인함.
- Батыр Каррыев (2016). 《Вот пришло землетрясение: Гипотезы, Факты, Причины и Последствия…》 (러시아어). SIBIS. 2023년 4월 21일에 확인함.
- Никонов Андрей Алексеевич (2006). “Курильская катастрофа 1952 г., вызванная цунами”. 《Известия Российской академии наук. Серия географическая》 (러시아어) (журнал) (2): 48—58. ISSN 2587-5566.
- Пийп Б. И.; Белоусов А. Б. (2005). “Засекреченное цунами” (PDF) 5 (5). Природа: 37—43.
- Смышляев Александр. “Ночь океана : Хроника тихоокеанского цунами 1952 года”. 《Русское воскресение》. 2017년 7월 21일에 원본 문서에서 보존된 문서. 2023년 4월 21일에 확인함.
- W. B. Zerbe (1953). 《The tsunami of November 4, 1952 as recorded at tide stations》. Washington: US Government Printing Office. 62쪽.
- 이기화 (2016년 10월 30일).  박상준, 편집. 《모든 사람을 위한 지진 이야기》 1판. 서울: 사이언스북스. ISBN 978-89-8371-730-6.